# Castell d'Ambra
Ambra és un castell situat al sud de la vila valenciana de Pego (la Marina Alta), a 264 m d'altitud, sobre un tossal format pels contraforts septentrionals de la serra de Migdia. També és conegut com el castell de Pego.
El castell es construí a primeries del segle xiii, segurament pels musulmans davant de la imminent conquesta cristiana. Quan esta es va produir, probablement per Pere Eiximen d'En Carròs en 1244, el castell no va tindre cap paper important. En canvi, sí que fon rellevant en les revoltes mudèjars protagonitzades pel cabdill Al-Azraq.
Va acabar de perdre per complet la seua importància quan es creà la nova vila de Pego (a partir del 1280), assentada sobre l'antiga alqueria d'Uxola.
Va ser declarat Bé d'interès cultural l'any 1985 amb número d'anotació al ministeri R-I-51-0011110 i codi 03.30.102-027.

## Descripció
Es tracta d'un conjunt de gran extensió, que ocupa el cim i part del vessant sud, amb un doble recinte emmurallat, dissenyat per albergar la població en cas de perill.
El primer recinte conté una barbacana o mur avançat de trams rectes de planta quadrada, que reforcen el recinte emmurallat interior, fet de tàpia i maçoneria. L'accés al recinte superior es troba en el vessant orientat a llevant i constava de tres portes successives.
A l'interior del recinte, hi ha un aljub rectangular, també construït amb la tècnica de la tàpia.
El castell es troba en un relatiu bon estat, si tenim en compte la tasca d'abancalament per a cultius, l'erosió, i el seu abandó ja des d'antic. Tenia unes antenes i uns parallamps al seu voltant, han estat desmantellats l'any 2017.